# Palmeirante
Palmeirante este un oraș în Tocantins (TO), Brazilia.